# Arentèle
Die Arentèle ist ein gut 21 km langer Bach in Frankreich, der im Département Vosges in der Region Grand Est verläuft. Sie ist ein linker und südöstlicher Zufluss der Mortagne.

## Geographie

### Verlauf
Die Arentèle entspringt im Ortsgebiet von Bruyères, entwässert generell Richtung Nordwest bis Nord und mündet nach gut 21 Kilometern im Gemeindegebiet von Saint-Gorgon, knapp südlich der Kleinstadt Rambervillers von links in die Mortagne.

### Einzugsgebiet
Das Einzugsgebiet des Anger ist 124 km² groß und besteht zu 42,81 % aus landwirtschaftliches Gebiet, zu 55,00 % aus Waldflächen und zu 2,44 % aus bebauten Flächen.
Flächenverteilung

### Zuflüsse
(Von der Quelle zur Mündung)
- Petite Arentèle (links), 6,0 km
- Soie (links), 3,8 km
- Dracourt (rechts), 6,8 km
- Brabant (links), 5,3 km

### Orte am Fluss
(Von der Quelle zur Mündung)
- Bruyères
- Grandvillers
- Pierrepont-sur-l’Arentèle
- Sainte-Hélène
- Saint-Gorgon

## Hydrologie
An der Mündung der Arentèle in die Mortagne beträgt die mittlere Abflussmenge (MQ) 0,77 m³/s; das Einzugsgebiet umfasst hier 65,2 km².
Am Pegel L’Arentèle à Saint-Gorgon wurde über einen Zeitraum von 20 Jahren (1991–2010) die durchschnittliche jährliche Abflussmenge von 0,72 m³/s berechnet. Das Einzugsgebiet entspricht an dieser Stelle mit etwa 63,2 km², damit etwa 97 % des vollständigen Einzugsgebietes des Flusses.
Die höchsten Wasserstände werden in den Wintermonaten Dezember bis März gemessen. Ihren Höchststand erreicht die Abflussmenge mit 1,21 m³/s im März. Von April an geht die Schüttung Monat für Monat merklich zurück und erreicht ihren niedrigsten Stand im August mit 0,28 m³/s, um danach wieder von Monat zu Monat anzusteigen.